# Attacco all'ufficio reclutamento di Little Rock
L'attacco all'ufficio per il reclutamento militare di Little Rock fu una attentato terroristico avvenuta il 1º maggio 2009, ad opera del neoconvertito all'Islam Abdulhakim Mujahid Muhammad, in conseguenza del quale una persona rimase uccisa e un'altra ferita.

## L'attacco
Muhammad aprì il fuoco con un fucile d'assalto attuando un attacco in stile jihādista verso i soldati in aspetto all'ufficio per il reclutamento militare di Little Rock (Arkansas). Vittime della sparatoria furono due soldati semplici: William Long, ucciso, e Quinton Ezeagwula, ferito.
Dal suo arresto, Muhammad si è riconosciuto colpevole del fatto, spiegando agli inquirenti che il suo piano consisteva nell'uccidere più personale militare possibile. Nella sua automobile furono trovati una carabina SKS semiautomatica, un fucile Mossberg International 702, due pistole, 562 munizioni e libri militari.
Secondo lo stragista "l'attacco fu giustificato in base alle Leggi Musulmane e la Religione Islamica. I combattenti jihādisti lottano per l'Islam e i musulmani. Sarebbe stato addestrato da Al-Qaida nella penisola arabica. Tornò negli Stati Uniti dopo un soggiorno di 16 mesi nello Yemen. Il caso di Muhammad è stato il primo di due attacchi armati a installazioni militari americane avvenuti da parte di islamici con collegamenti a chierici yemeniti, che hanno provocato turbamento verso il proseguimento delle campagne in Iraq e Afghanistan.

## Condanna
Muhammad è accusato di omicidio, tentato omicidio e altri 10 capi d'accusa per uso improprio di arma. È stata anche riportata la sua potenziale imputazione in 15 reati riferibili ad atti terroristici. Il processo è previsto per iniziare nel febbraio 2011; i procuratori hanno chiesto la pena di morte.

## Rilevanza del caso
La stampa ha fatto notare come quello di Muhammad sia stato solo l'ultimo di una serie di progetti di attentati o attacchi compiuti da persone convertite all'Islam, e la preoccupazione degli esperti in materia di sicurezza nazionale sia proprio la tendenza in atto dei neoterroristi. L'attacco avviene infatti poco più di due settimane dopo il fallito progetto terroristico a due sinagoghe di Riverdale (Bronx) pianificato da 4 uomini convertiti all'Islam durante il loro trascorso in prigione, e da poco scarcerati.
Il New York Times ha chiesto, nel caso venisse confermato che la maggior parte degli americani islamici addestrati da Al-Qaida procedano per lo Yemen, un significativo riesame circa i presunti rapporti tra lo Stato arabo e l'associazione terroristica volti a destabilizzare la sicurezza interna degli Stati Uniti.